# Rossburg, Ohio
Rossburg là một làng thuộc quận Darke, tiểu bang Ohio, Hoa Kỳ. Năm 2010, dân số của làng này là 201 người.

## Dân số
- Dân số năm 2000: 224 người.
- Dân số năm 2010: 201 người.